# Torsten Stenzel
Torsten Stenzel (Bad Homburg vor der Höhe, 27 september 1971) is een Duitse dj en danceproducer die onder een groot aantal namen en met diverse samenwerkingspartners platen heeft gemaakt. Hij was betrokken bij de hit Nana van N.U.K.E. uit 1992. Met DJ Sakin maakte hij later in 1999 de hits Protect your mind en Nomansland. Ook vormde hij met zijn broer Jörg Stenzel de groep York. Hij produceerde ook voor diverse andere artiesten zoals Tarja Turunen, EliZe, Sandra en Jennifer Paige. In 2013 maakte hij samen met Mike Oldfield een remixvariant van diens klassieker Tubular Bells. Torsten Stenzel is eveneens de vader van zangeres Au/Ra. Stenzel is ook eigenaar van de labels Chicas Disco en Offshore Music Limited, waarop hij vooral eigen werkt uitbrengt. 

## Weg naar succes
Stenzel begint met muziek maken als organist in de kerk van de plaats waar hij opgroeit. In de dancescene rondom Frankfurt am Main duikt hij in 1990 op als hij met het groepje Recall IV de single Contrast maakt. Zijn gebrek aan ervaring met de muziekindustrie zorgen er echter voor dat hij de credits voor dit nummer misloopt. In 1992 gaat hij aan de slag als A&R-manager voor een klein platenlabel. Daarnaast vormt hij het project N.U.K.E. met Zied Jouini. Het tweetal maakt eind 1992 een grote hit met het ravenummer Nana, dat een sample bevat van O Si Nene van Nicolette. Het is een eenmalig succes. Er verschijnen tot 1998 nog singles van N.U.K.E., maar die ontstijgen geen van allen het clubcircuit. In 1993 maakt hij ook de gimmickplaat Was Is'n Teschno ??? als Headbanger. In 1996 werkt hij eenmalig samen met Dr. Atmo op de single Capetown van het project Dock Roads. Naast zijn productiewerk bouwt hij een carrière als dj op. Hij is veel op Ibiza actief.
In 1998 roept hij met DJ Sakin het project DJ Sakin & Friends in het leven. Het geluid van het project is eurotrance met een sprookjesthema. Op basis van het thema van de film Braveheart maken ze de hit Protect your mind, die in het voorjaar van 1999 de Nederlandse hitlijsten bereikt. Nog beter doen ze het met Nomansland, dat gebaseerd is op David's Song van The Kelly Family. Daarna werken ze nog tweemaal samen met Vanessa-Mae op de singles Reminiscing (Stay) (2000) en I Still Can Hear Your Voice (2002).
Vanaf het midden van de jaren negentig werkt Stenzel intensief samen met de Duitse dj Ralph-Armand Beck, die beter bekend is als Taucher. Ze maken samen het album Return To Atlantis (1996). Ook speelt Torsten een rol op het album Ebbe & Flut. Daarnaast maken de twee diverse platen onder allerlei aliassen. Na 2000 wordt ook Sven Greiner een belangrijke samenwerkingspartner waarmee hij veel platen opneemt. Andere producers waar hij platen mee maakt zijn Moguai, Ramon Zenker (Hardfloor) en Oliver Lieb. Met Lieb start hij in 1993 het Paragliders-project. In 1995 brengt dat de tranceklassieker Oasis voort. Bij latere tracks van Paragliders is Stenzel niet meer betrokken. Met Udo Krumm vormt hij het project 2 Men Ahead, waar hij zich meer van een lounge-kant laat horen. Hiervan verschijnend de albums The Sign of Difference (2001) en Crossing All Stars (2005). Met Taucher maakt hij in 2004 ook het electroclash/grime-project Big T, waaraan rapper B.G. the Prince of Rap meedoet. 
Eind jaren negentig verhuist Torsten naar Ibiza. Hij trouwt er met Angela Fuller. In 2002 krijgen ze dochter Jamie Lou Stenzel. In 2007 besluit hij echter opnieuw te emigreren en vertrekt hij met zijn gezin naar het eiland Antigua. Jamie Lou wordt vanaf haar veertiende ook actief als zangeres. Als Au/Ra is ze te gast op danceplaten van meerdere producers. In 2021 zingt ze in het nummer Golden Hour van York.
In 2020 richt hij het label Chicas Disco op, waarop hij werk uitbrengt onder zijn eigen naam. Op de tracks die hij daar produceert laat hij vooral een house-geluid horen. Vaak in samenwerking met andere producers. Ook blaast hij met zijn oude partner Zied Jouini N.U.K.E. tijdelijk weer nieuw leven in en verschijnen er in 2020-2021 weer een reeks singles.

## York
In 1997 vormt hij samen met zijn broer Jörg Stenzel, een gitarist, de trancegroep York. Dat begint met het nummer The Awakening, waarin Jörg de gitaar speelt. Iets dat zeer ongebruikelijk is in de trance. Twee jaar later maken ze in het Verenigd Koninkrijk een top 10-hit met het nummer O.T.B. (On The Beach) dat gebaseerd is op het gitaarloopje van het gelijknamige nummer van Chris Rea. Rea zal in 2001 ook een bijdrage doen aan de single Your Love Is Setting Me Free van The Watermen, dat een alter ego van Stenzel is. Deze wordt door Phats & Small tot radioversie bewerkt. In 2000 werken ze samen aan The Fields of Love van ATB. In 2001 staan de eerdere tracks op het album Experience. Dit wordt in 2004 gevolgd door Peace, waarop Enigma-gitarist Jens Gad te gast is. Met DJ Shah maken ze in 2004 de dubbelsingle Sunset Road / Dead Drummer. Daarna staat York vanwege andere prioriteiten een tijd lang op een lager pitje. In 2012 blazen ze nieuw leven in York met het dubbelalbum Islanders, waarop Jennifer Paige en The Thrillseekers meewerken. Hierop varen ze meer een lounge-koers. Dit wordt voortgezet op Traveller (2016). Hier zijn ATB, Rank 1 en Kim Sanders betrokken. Tussendoor werken ze ook met en Kai Tracid samen aan de track This Is What It's All About (2014). In 2020 werk York samen met DJ Dag het nummer Across The Land. In 2022 verschijnt er weer een nieuw album met daarop een grote hoeveelheid vocalisten waaronder zijn dochter Au/Ra. Ook staat er Spacilicious op, waaraan Jam El Mar meewerkt.

## Productie en remixes
Na 2000 werkt Stenzel veel aan producties voor andere artiesten. Zo maakt hij in 2004 voor de Griekse zangeres Gennithika Ksana, die meedoet aan de Griekse variant van het programma Pop Idol, het nummer Hi-5. Dit wordt in Griekenland een grote hit. Hij is ook betrokken bij de productie van de single Automatic van EliZe die in het voorjaar van 2005 de top 10 van de Nederlandse hitlijsten bereikt. In 2006 is hij betrokken bij de single Chick-Fit van All Saints. Een bijzondere samenwerking begint in 2007 wanneer voormalig Nightwish-zangeres Tarja Turunen een nummer van York hoort. Hij raakt betrokken bij de productie van haar solodebuut My Winter Storm. Hiervoor maakt hij vijf tracks. Voor Sandra maakt hij de single What Is It About Me (2007). In 2008 werkt hij ook met Jennifer Paige aan twee tracks en een remix voor haar album Best Kept Secret.
Met Taucher maakt hij in de jaren negentig diverse remixen voor onder andere Scooter, Faithless en Praga Khan. Zijn eigen remix van Porcelain door Moby vindt gretig aftrek op diverse compilaties. In 2013 verschijnt het ambitieuze Tubular Beats met Mike Oldfield. Het is een remix van de dan veertig jaar oude klassieker Tubular Bells van Oldfield. Op het album is ook een track die door Tarja Turunen wordt ingezongen. Het album verkoopt goed en staat twee weken in de Nederlandse album top 100.

## Discografie

### Albums
- N.U.K.E. - mini-lp (1994)
- DJ Sakin & Friends - Walk on Fire (1999)
- York - Experience (2001)
- 2 Men Ahead – The Sign of Difference (2001)
- York - Peace (2004)
- 2 Men Ahead – Crossing All Stars (2005)
- York - Islanders (2012)
- Tubular Beats (met Mike Oldfield)
- York - Traveller (2016)
- York - Indigo (2022)

### Hitlijsten
| Single met eventuele hitnotering(en) in de Nederlandse Top 40 | Datum van verschijnen | Datum van binnenkomst | Hoogste positie | Aantal weken | Opmerkingen                                      |
| ------------------------------------------------------------- | --------------------- | --------------------- | --------------- | ------------ | ------------------------------------------------ |
| Nana                                                          | 1992                  | 24-10-1992            | 5               | 12           | als N.U.K.E.                                     |
| Protect Your Mind                                             | 1998                  | 20-02-1999            | 21              | 5            | met DJ Sakin & Friends / Dancesmash op Radio 538 |
| Nomansland                                                    | 1999                  |                       | tip13           |              | met DJ Sakin & Friends                           |
| Dragonfly                                                     |                       |                       |                 |              | met DJ Sakin & Friends                           |

| Album met eventuele hitnotering(en) in de Nederlandse Album Top 100 | Datum van verschijnen | Datum van binnenkomst | Hoogste positie | Aantal weken | Opmerkingen                    |
| ------------------------------------------------------------------- | --------------------- | --------------------- | --------------- | ------------ | ------------------------------ |
| Tubular Beats                                                       | 2013                  | 09-02-2013            | 54              | 2            | met Mike Oldfield / remixalbum |